# Cuasiexperimento

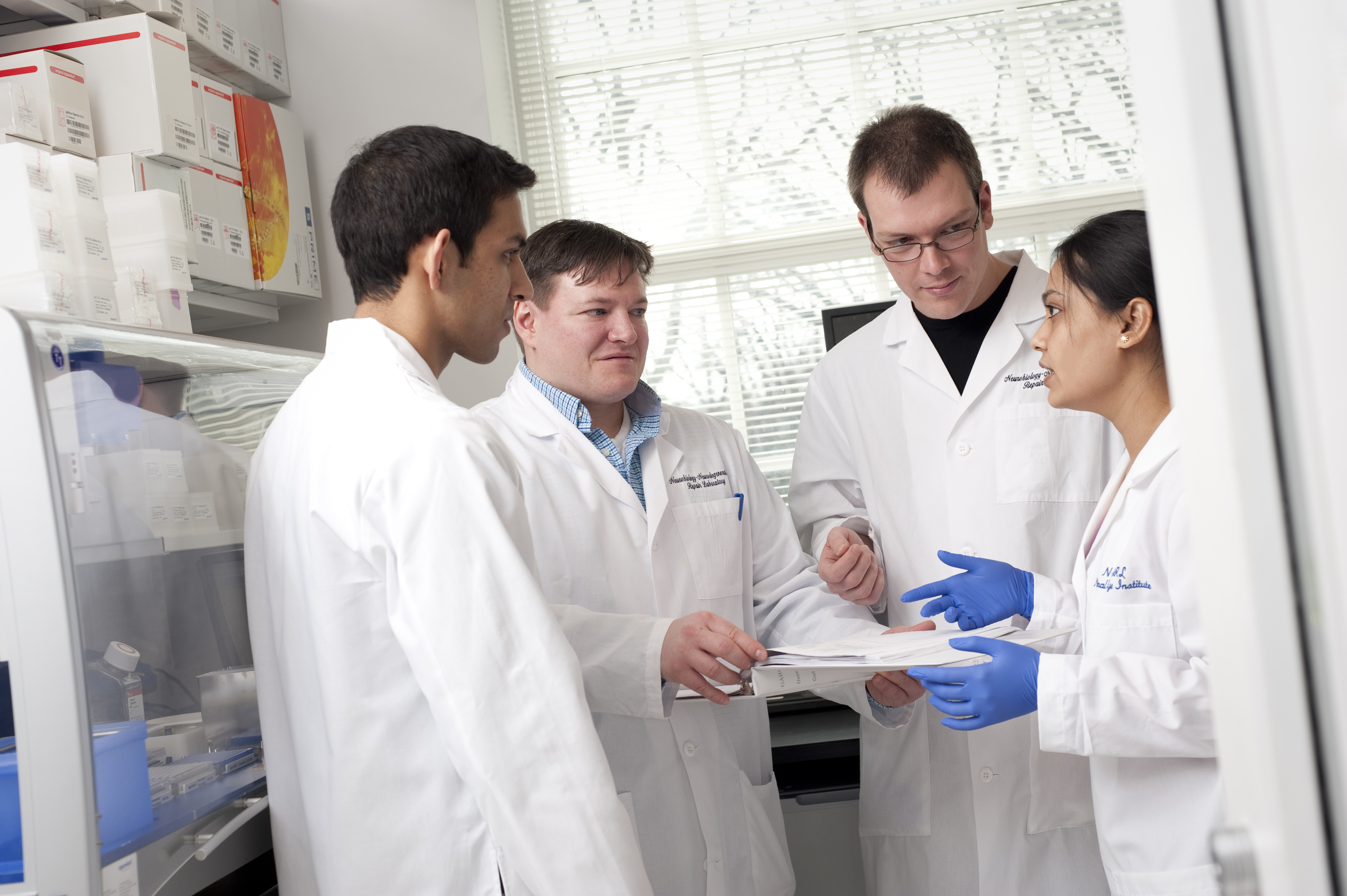
Científicos revisando el experimento

Un cuasiexperimento es un estudio empírico de intervención utilizado para estimar el impacto causal de una intervención en la población objetivo sin asignación aleatoria. La investigación cuasiexperimental comparte similitudes con el diseño experimental y el ensayo controlado aleatorio tradicional, pero carece específicamente del elemento de asignación aleatoria al tratamiento o al control. En cambio, los diseños cuasiexperimentales típicamente permiten al investigador controlar la asignación a la condición de tratamiento, pero utilizando algún criterio que no sea la asignación aleatoria (p.ej., una marca de corte de elegibilidad). En algunos casos, el investigador puede tener control sobre la asignación al tratamiento.
Los cuasiexperimentos están sujetos a preocupaciones con respecto a validez interna, porque los grupos de tratamiento y control pueden no ser comparables al inicio del estudio. Con asignación aleatoria, los participantes del estudio tienen las mismas posibilidades de ser asignados al grupo de intervención o al grupo de comparación. Como resultado, las diferencias entre los grupos tanto en las características observadas como en las no observadas se deben al azar, más que a un factor sistemático relacionado con el tratamiento (por ejemplo, la gravedad de la enfermedad). La aleatorización por sí misma no garantiza que los grupos sean equivalentes en el punto de partida. Cualquier cambio en las características después de la intervención es probablemente atribuible a la intervención. Con los estudios cuasiexperimentales, puede no ser posible demostrar de manera convincente una relación causal entre la condición de tratamiento y los resultados observados. Esto es particularmente cierto si hay variables de confusión que no pueden ser controladas o contabilizadas.

## Diseño
La primera parte de crear un diseño cuasiexperimental es identificar las variables. La variable cuasi-independiente será la variable x, la variable que se manipula para afectar a una variable dependiente. La “X” es generalmente una variable de agrupación con diferentes niveles. Agrupación significa dos o más grupos, como dos grupos que reciben tratamientos alternativos, o un grupo de tratamiento y un grupo sin tratamiento (al que se le puede dar un placebo). - placebos se utilizan con mayor frecuencia en experimentos médicos o fisiológicos). El resultado predicho es la variable dependiente, que es la variable «y». En un análisis de series temporales, la variable dependiente se observa a lo largo del tiempo para cualquier cambio que pueda producirse. Una vez que las variables hayan  sido identificadas y definidas, se debe ejecutar un procedimiento y examinar las diferencias de grupo.
En un experimento con asignación aleatoria, las unidades de estudio tienen las mismas posibilidades de ser asignadas a una determinada condición de tratamiento. Como tal, la asignación aleatoria asegura que tanto el grupo experimental como el de control sean equivalentes.  En un diseño cuasiexperimental, la asignación a una condición de tratamiento dada se basa en algo diferente a la asignación aleatoria. Dependiendo del tipo de diseño cuasiexperimental, el investigador podría tener control sobre la asignación a la condición de tratamiento pero usar algunos criterios distintos a la asignación aleatoria (por ejemplo, una puntuación de corte) para determinar qué participantes reciben el tratamiento, o el investigador podría no tener control sobre la asignación de la condición de tratamiento y los criterios usados para la asignación podrían ser desconocidos. Factores como el costo, la factibilidad, las preocupaciones políticas o la conveniencia pueden influir en cómo o si los participantes son asignados a una determinada condición de tratamiento, y como tal, los cuasiexperimentos están sujetos a preocupaciones con respecto a la validez interna (es decir, ¿pueden los resultados del experimento ser usados para hacer una inferencia causal?).
Los cuasiexperimentos también son eficaces porque utilizan la "prueba pre-post". Esto significa que se realizan pruebas antes de que se recoja cualquier dato para ver si hay alguna persona que confunde o si alguno de los participantes tiene ciertas tendencias. Luego, el experimento real se realiza con los resultados registrados después de la prueba. Estos datos pueden ser comparados como parte del estudio o los datos previos a la prueba pueden ser incluidos en una explicación de los datos experimentales reales. Los cuasiexperimentos tienen variables independientes que ya existen como la edad, el sexo y el color de los ojos. Estas variables pueden ser continuas (edad) o categóricas (género). En resumen, las variables que ocurren naturalmente se miden dentro de cuasiexperimentos.
Existen varios tipos de diseños cuasiexperimentales, cada uno con diferentes fortalezas, debilidades y aplicaciones. Estos diseños incluyen (pero no se limitan a):
- Diferencia en diferencias (pre-post con-sin comparación)
- Diseño de grupos de control no equivalentes
  - Diseños de grupos de control sin tratamiento
  - diseños de variables dependientes no equivalentes
  - Diseños de grupos de tratamiento eliminados
  - Diseños de tratamiento repetidos
  - Tratamiento inverso diseños de grupos de control no equivalentes
  - diseños de cohortes
  - Diseños solo para posprueba
  - Diseños de continuidad de regresión
- Diseño de regresión discontinua
- Diseño de caso-control
  - Diseños de series temporales
  - Diseño de múltiples series de tiempo
  - Diseño de series de tiempo interrumpido
  - Pareamiento por puntaje de propensión
  - Variable instrumental
- Análisis de paneles

De todos estos diseños, el diseño de la discontinuidad de regresión es el más parecido al diseño experimental, ya que el experimentador mantiene el control de la asignación del tratamiento y se sabe que "produce una estimación imparcial de los efectos del tratamiento".: 242 . Sin embargo, requiere un gran número de participantes en el estudio y un modelado preciso de la forma funcional entre la asignación y la variable de resultado, con el fin de obtener el mismo poder que un diseño experimental tradicional.
Aunque los cuasiexperimentos a veces son rechazados por aquellos que se consideran puristas experimentales (lo que lleva a Donald T. Campbell a acuñar el término "experimentos mareantes" para ellos), son excepcionalmente útiles en áreas donde no es factible o deseable llevar a cabo un experimento o ensayo controlado aleatorio.  Estos casos incluyen la evaluación del impacto de los cambios en las políticas públicas, las intervenciones educativas o las intervenciones de salud a gran escala. El inconveniente principal de los diseños cuasiexperimentales es que no pueden eliminar la posibilidad de confundir los sesgos, lo que puede obstaculizar la capacidad de la persona para establecer inferencias causales. Esta desventaja se utiliza a menudo para descartar resultados cuasiexperimentales. Sin embargo, este sesgo puede controlarse para utilizar diversas técnicas estadísticas, como la regresión múltiple, si se puede identificar y medir la(s) variable(s) de confusión. Estas técnicas pueden utilizarse para modelar y eliminar parcialmente los efectos de las técnicas de variables de confusión, mejorando así la precisión de los resultados obtenidos a partir de cuasiexperimentos.
Además, el uso en desarrollo del pareamiento por puntaje de propensión para emparejar a los participantes en variables importantes para el proceso de selección del tratamiento también puede mejorar la precisión de los resultados cuasiexperimentales.
De hecho, se ha demostrado que los datos derivados de los análisis cuasiexperimentales coinciden estrechamente con los datos experimentales en ciertos casos, incluso cuando se utilizaron criterios diferentes. En resumen, los cuasiexperimentos son una herramienta valiosa, especialmente para el investigador aplicado. Por sí solos, los diseños cuasiexperimentales no permiten hacer inferencias causales definitivas; sin embargo, proporcionan información necesaria y valiosa que no puede obtenerse solo con métodos experimentales. Los investigadores, especialmente aquellos interesados en investigar cuestiones de investigación aplicada, deben ir más allá del diseño experimental tradicional y aprovechar las posibilidades inherentes a los diseños cuasiexperimentales.

## Ética
Un experimento verdadero, por ejemplo, asignar al azar a los niños a una beca, con el fin de controlar todas las demás variables. Los cuasiexperimentos se usan comúnmente en ciencias sociales, salud pública, educación y análisis de políticas, especialmente cuando no es práctico o razonable asignar al azar a los participantes del estudio a la condición de tratamiento.
Como ejemplo, supongamos que dividimos los hogares en dos categorías: Hogares en los que los padres azotan a sus hijos, y hogares en los que los padres no azotan a sus hijos. Podemos hacer una regresión lineal para determinar si existe una correlación positiva entre los azotes de los padres y el comportamiento agresivo de sus hijos. Sin embargo, simplemente aleatorizar a los padres para que azoten o no azoten a sus hijos puede no ser práctico o ético, porque algunos padres pueden creer que es moralmente incorrecto azotar a sus hijos y negarse a participar.
Algunos autores distinguen entre un experimento natural y un «cuasiexperimento». La diferencia es que en un cuasiexperimento el criterio de asignación es seleccionado por el investigador, mientras que en un experimento natural la tarea ocurre `naturalmente', sin la intervención del investigador.
Los cuasiexperimentos tienen medidas de resultado, tratamientos y unidades experimentales, pero no utilizan asignación aleatoria. Los cuasiexperimentos son a menudo el diseño que la mayoría de la gente elige sobre los experimentos verdaderos. La razón principal es que normalmente se pueden llevar a cabo mientras que los experimentos verdaderos no siempre pueden serlo. Los cuasiexperimentos son interesantes porque aportan características tanto de diseños experimentales como no experimentales. Se pueden introducir tanto variables medidas como variables manipuladas. Por lo general, los experimentadores eligen los cuasiexperimentos porque maximizan la validez interna y externa.

## Ventajas
Dado que los diseños cuasiexperimentales se utilizan cuando aleatorización es poco práctico y/o poco ético, son típicamente más fáciles de configurar que los diseños experimentales verdaderos, que requieren asignación aleatoria de sujetos. Además, la utilización de diseños cuasiexperimentales minimiza las amenazas a la validez ecológica ya que los ambientes naturales no sufren los mismos problemas de artificialidad en comparación con un entorno de laboratorio bien controlado. Puesto que los cuasiexperimentos son experimentos naturales, los hallazgos en uno de ellos pueden ser aplicados a otros temas y escenarios, permitiendo que algunas generalizaciones sean hechas sobre la población. Además, este método de experimentación es eficiente en la investigación longitudinal que implica períodos de tiempo más largos que pueden ser seguidos en diferentes entornos.
Otras ventajas de los cuasiexperimentos incluyen la idea de tener cualquier manipulación que el experimentador elija. En experimentos naturales, los investigadores tienen que dejar que las manipulaciones ocurran por su cuenta y no tener control alguno sobre ellas. Además, el uso de grupos auto-seleccionados en cuasiexperimentos también elimina la posibilidad de preocupaciones éticas, condicionales, etc. durante la realización del estudio.

## Inconvenientes
En el ejemplo anterior, una variación en la respuesta de los niños a las nalgadas está influenciada de manera plausible por factores que no pueden ser fácilmente medidos y controlados, por ejemplo, la naturaleza salvaje intrínseca del niño o la irritabilidad de los padres. La falta de asignación aleatoria en el método de diseño cuasiexperimental puede permitir que los estudios sean más factibles, pero esto también plantea muchos desafíos para el investigador en términos de validez interna. Esta deficiencia en la aleatorización hace más difícil descartar las variables de confusión e introduce nuevas amenazas a validez interna. Debido a que la aleatorización está ausente, algunos conocimientos sobre los datos pueden ser aproximados, pero las conclusiones de las relaciones causales son difíciles de determinar debido a una variedad de variables extrañas y confusas que existen en un entorno social. Además, incluso si se evalúan estas amenazas a la validez interna, la causalidad todavía no puede establecerse completamente porque el experimentador no tiene control total sobre las variables externas.
Entre las desventajas también se incluye que los grupos de estudio pueden proporcionar pruebas más débiles debido a la falta de aleatoriedad. La aleatoriedad aporta mucha información útil a un estudio porque amplía los resultados y por lo tanto ofrece una mejor representación de la población en su conjunto. El uso de grupos desiguales también puede ser una amenaza para la validez interna. Si los grupos no son iguales, lo cual es a veces el caso en los experimentos cuasiexperimentales, entonces el experimentador podría no ser positivo en cuanto a las causas de los resultados.

## Validez interna
La validez interna es la verdad aproximada sobre las inferencias con respecto a las relaciones causa-efecto o causales. Esta es la razón por la cual la validez es importante para los cuasiexperimentos porque todos ellos tratan sobre las relaciones causales. Ocurre cuando el experimentador trata de controlar todas las variables que podrían afectar los resultados del experimento. La regresión estadística, la historia y los participantes son posibles amenazas a la validez interna. La pregunta que querrías hacer mientras intentas mantener alta la validez interna es "¿Existen otras razones posibles para el resultado además de la razón por la que yo quiero que sea? Si es así, entonces la validez interna podría no ser tan fuerte.

## Validez externa
Es la medida en que los resultados obtenidos de una muestra de estudio pueden generalizarse a la población de interés. Cuando la Validez Externa es alta, la generalización es precisa y puede representar el mundo exterior del experimento. La Validez Externa es muy importante cuando se trata de investigación estadística porque usted quiere asegurarse de que tiene una representación correcta de la población. Cuando la validez externa es baja, la credibilidad de su investigación se pone en duda. La reducción de las amenazas a la validez externa puede hacerse asegurándose de que haya un muestreo aleatorio de participantes y una asignación aleatoria.

## Tipos de diseño
Los diseños de "Persona por tratamiento" son el tipo más común de diseño de cuasiexperimentos. En este diseño, el experimentador mide al menos una variable independiente. Junto con la medición de una variable, el experimentador también manipulará una variable independiente diferente. Debido a que hay manipulación y medición de diferentes variables independientes, la investigación se realiza principalmente en laboratorios. Un factor importante en el tratamiento de los diseños persona por persona es que la asignación aleatoria tendrá que ser usada para asegurarse de que el experimentador tenga control total sobre las manipulaciones que se están haciendo al estudio.
Un ejemplo de este tipo de diseño se realizó en la Universidad de Notre Dame. El estudio se llevó a cabo para ver si el hecho de ser asesorado para su trabajo lo llevó a una mayor satisfacción en el trabajo. Los resultados mostraron que muchas personas que sí tenían un mentor mostraron una satisfacción laboral muy alta. Sin embargo, el estudio también mostró que aquellos que no recibieron el mentor también tenían un alto número de empleados satisfechos. Seibert concluyó que aunque los trabajadores que tenían mentores estaban contentos, no podía asumir que la razón de ello eran los propios mentores debido a la gran cantidad de empleados sin mentores que dijeron estar satisfechos. Esta es la razón por la cual la preselección es muy importante para que usted pueda minimizar cualquier defecto en el estudio antes de que sean vistos.